# Indicator rutier

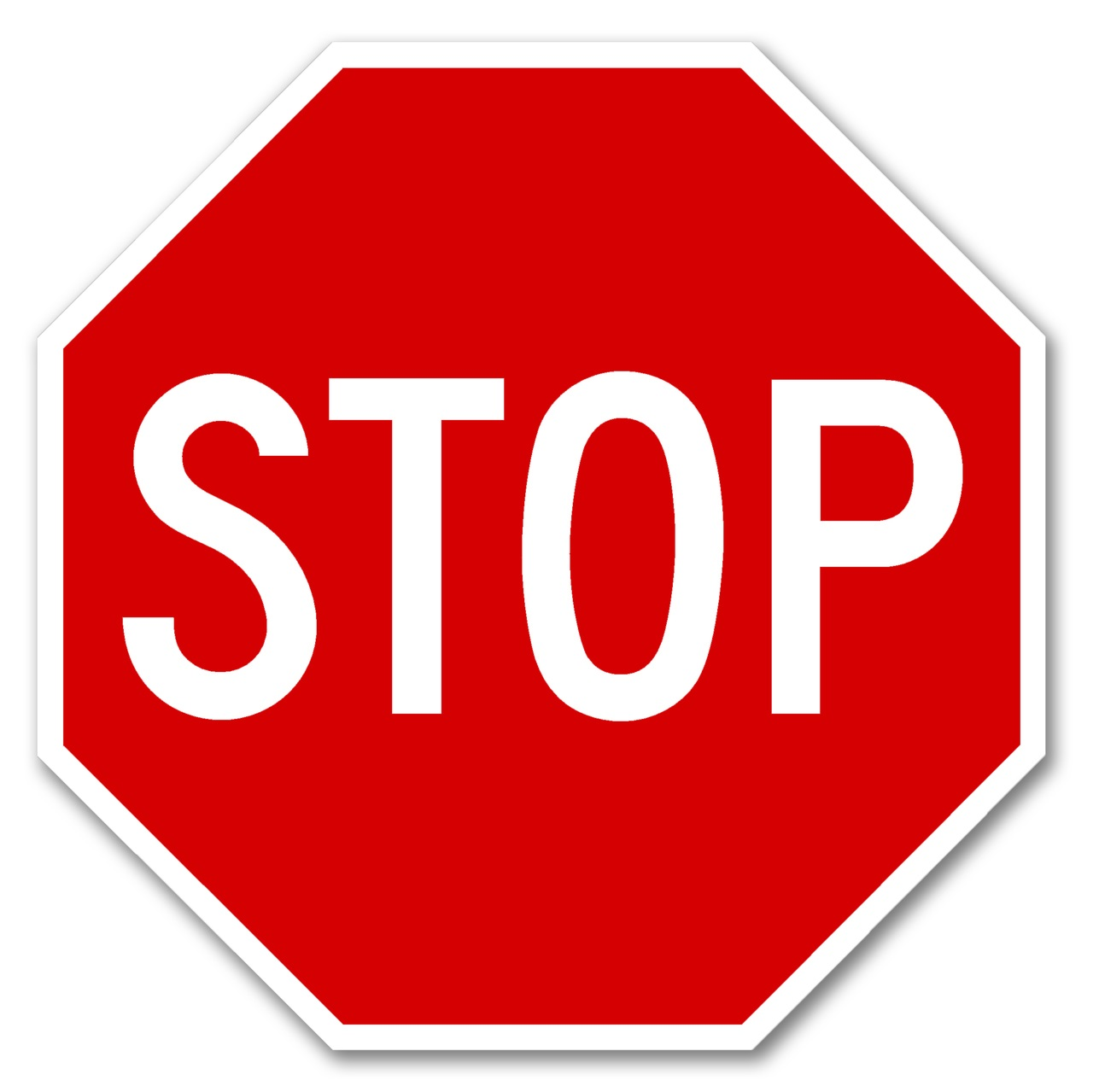
Semn de stop

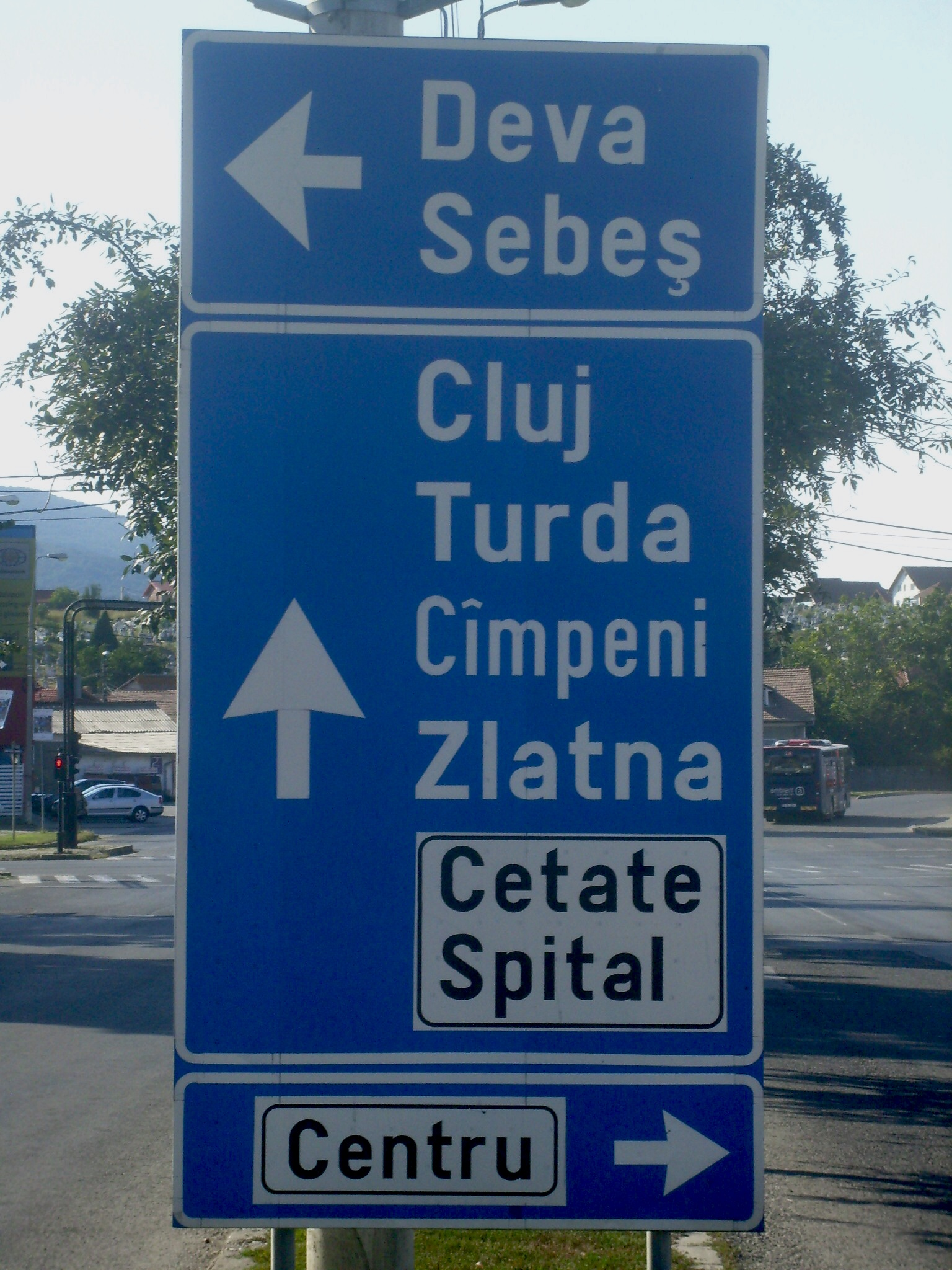
Indicator rutier în Alba Iulia

Indicatoarele rutiere (semnele de circulație) sunt elemente ale semnalizării rutiere prin care se reglementează (de exemplu, limită de viteză sau acces interzis), se avertizează (privind pericole sau situații speciale pe drum) sau se informează (indicatoare de orientare) participanții la trafic. Ele se numără printre principalele mijloace folosite de autorități pentru organizarea circulației, alături de semafoare și marcaje rutiere.
Aspectul și forma standardizată a indicatoarelor au fost stabilite la nivel internațional prin Convenția de la Viena privind semnele și semnalele rutiere (1968), un tratat multilateral ce uniformizează sistemele de semnalizare rutieră (indicatoare, semafoare și marcaje). Regula generală de respectare este: indicațiile polițiștilor au prioritate față de semafoare, semafoarele față de indicatoare, iar indicatoarele față de regulile generale de circulație (regulă mnemotehnică: „Polițist înaintea semaforului, semaforul înaintea indicatorului”).
Semnalizarea rutieră se bazează în mare parte pe pictograme ușor de recunoscut și autoexplicative, care indică participanților la trafic dispoziții cu caracter juridic. În funcție de jurisdicție, există o autoritate responsabilă de dispunerea indicatoarelor, iar administratorul drumului are sarcina de a le monta sau marca. Pe lângă indicatoarele fixe există și indicatoare variabile (panouri electronice sau mecanice), care se pot modifica în timp real în funcție de condițiile de trafic.

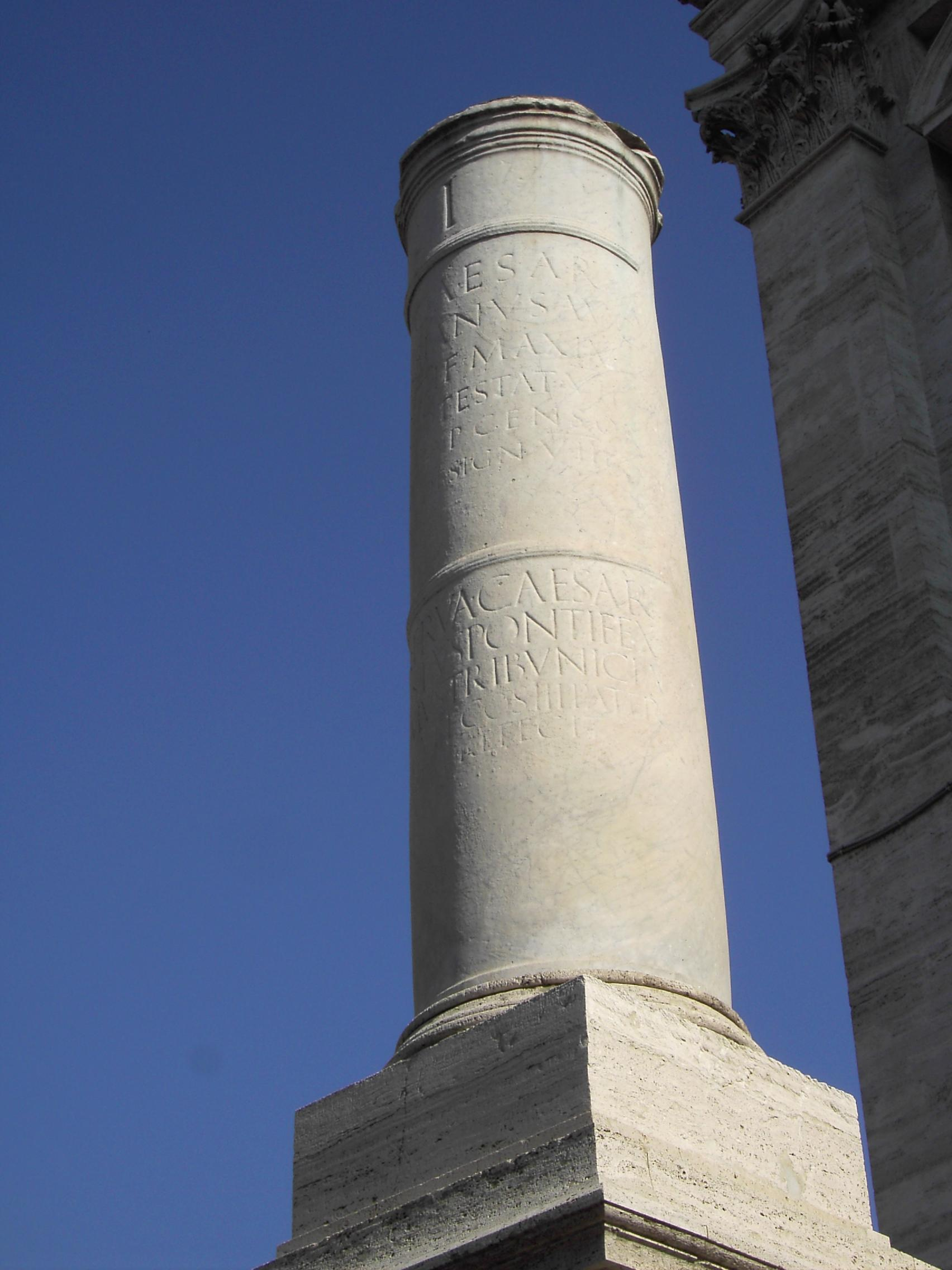
Coloană de piatră romană utilizată ca bornă rutieră, pentru a indica distanța și direcția pe drumurile Imperiului Roman.

Cele mai vechi semne rutiere au fost bornele kilometrice, care indicau distanța sau direcția. Romanii ridicau coloane de piatră în întregul lor imperiu, indicând distanța până la Roma. Potrivit lui Strabon, dinastia Maurya a amplasat panouri la fiecare 10 stadii pentru a marca drumurile. În Evul Mediu au devenit comune semnele multidirecționale la intersecții, care ofereau indicații către orașe și localități.

## Categorii de indicatoare rutiere
Indicatoarele rutiere pot fi grupate în mai multe tipuri. De exemplu, Anexa 1 a Convenției de la Viena privind semnele și semnalele rutiere (1968), care la 30 iunie 2004 avea 52 de state semnatare, definește opt categorii de semne:
- A. Semne de avertizare a pericolului
- B. Semne de prioritate
- C. Semne de interdicție sau restricție
- D. Semne obligatorii
- E. Semne de reglementare specială
- F. Semne de informare, facilități sau servicii
- G. Semne de direcție, poziție sau indicație
- H. Panouri suplimentare

## Furtul indicatoarelor rutiere

Semn de avertizare suedez pentru elan

Indicatoarele rutiere pot fi furate pentru a fi folosite ca decorațiuni sau vândute ca fier vechi. Deși furturile par adesea arbitrare, indicatoarele cu nume neobișnuite sau amuzante sunt furate mai frecvent. Considerate uneori farse, aceste acțiuni generează costuri ridicate și inconveniente pentru autoritatea responsabilă și pot reprezenta un pericol pentru siguranța traficului. În Statele Unite, înlocuirea unui singur indicator poate costa între 100 și 500 de dolari.
În general, furtul indicatoarelor rutiere este tratat ca orice alt furt din punct de vedere penal. Autorii furturilor pot fi însă trași la răspundere pentru orice vătămare sau deces rezultat din lipsa indicatorului. De exemplu, în 1997, după un accident rutier soldat cu trei victime în SUA, trei tineri care sustrăseseră un semn „STOP” de la intersecția respectivă au fost găsiți vinovați de omor prin neglijență. Aceștia au fost condamnați inițial la pedepse între 27 și 46 de ani, dar au fost eliberați după cinci ani, după ce judecătorul a ordonat un nou proces, iar procuratura a renunțat ulterior la rejudecare.

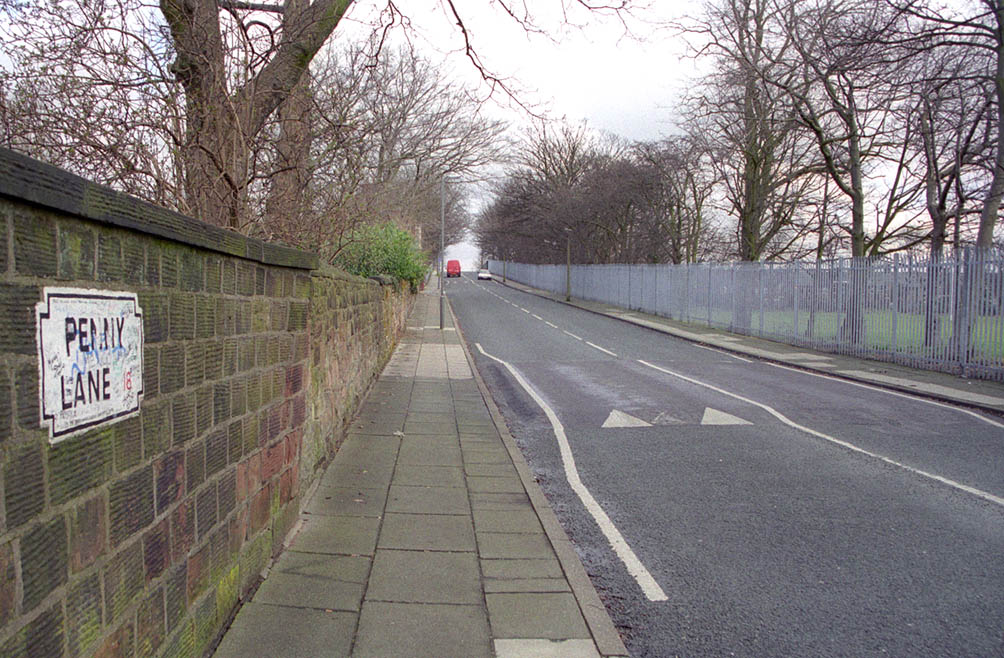
The Beatles au popularizat strada Penny Lane din Liverpool

Pentru a preveni furturile, în multe jurisdicții se aplică autocolante pe indicatoare care avertizează asupra sancțiunilor legale, iar unele orașe, precum Toronto, folosesc șuruburi speciale pentru a fixa indicatoarele și a împiedica îndepărtarea lor. În cazul unor străzi celebre, cum ar fi „Penny Lane” din Liverpool, autoritățile au renunțat la înlocuirea constantă a semnelor și au ales să picteze numele străzii direct pe ziduri. Alte jurisdicții oferă spre vânzare replici ale indicatoarelor ca alternativă legală la furt, iar în cazul unor indicatoare numerice cu conotații speciale, precum 69, 420 sau 666, numerele pot fi modificate pentru a descuraja furtul.